# Церковь иконы Божией Матери «Знамение» (городской округ Сухой Лог)
Церковь иконы Божией Матери «Знамение» — православный храм в селе Знаменском Сухоложского района Свердловской области.
Решением № 535 Исполнительного комитета Свердловского областного Совета народных депутатов от 31 декабря 1987 года присвоен статус памятника архитектуры регионального значения.

## История
Строительство здания началось в 1794 году. В 1802 году освящён придел во имя Знамения Пресвятой Богородицы. В 1803 году освящён предел во имя Зосимы и Савватия Соловецких. В 1837 году освящён летний храм во имя пророка Илии.
Храм закрыт в феврале 1930 года. Впоследствии здесь, размещался клуб, в 1931 году пионерский лагерь, позднее зерносклады. В 1941—1942 годы в храме формировался первый батальон 93-й отдельной стрелковой бригады. В 1985—1988 годы размещался склад магазина РАЙПО
С 1988 года начались восстановительные работы, в 1989 году церковь возвращена приходу. Повторное освящение прошло 17 февраля 1990 года архиепископом Свердловским и Курганским Мелхиседеком (Лебедевым).
С 1991 года при храме стала издаваться газета «Знамение». Православная газета «Знамение» была первой религиозной газетой в епархии.

## Архитектура
Каменное, трёхчастное в плане здание с пятигранной апсидой, трапезной расширенной за счёт боковых приделов, колокольней.
Храмовый объём — четверик, разбит на два яруса карнизов и венчается барочным куполом с люкарнами и круглым фонарём. Нижний ярус стены промежуточных членений не имеет, верхний обработан пилястрами. Окна всего храма — арочные, их обрамлениями служат пилястры и архивольты.
Колокольня в основной части — массивный четырёхгранник на объёмном постаменте, прорезанный арками; углы закруглены, а в обработку дополнительно к тому, что на храме, введены прямоугольные вертикальные ниши-филёнки. Выше — цилиндрический объём, также сквозной, завершённый куполом (шпиль утрачен). В интерьере присутствуют хоры, чугунные опоры перекрытия трапезной, а также росписи XIX века, заключённые в орнаментальные картуши.